# IC 4363
IC 4363 ist eine spiralförmige Zwerggalaxie vom Hubble-Typ SBR im Sternbild Jungfrau auf der Ekliptik. Sie ist schätzungsweise 35 Millionen Lichtjahre von der Milchstraße entfernt und hat einen Durchmesser von etwa >5.000 Lj.

Im selben Himmelsareal befinden sich die Galaxien NGC 5442, IC 4361, IC 4364, IC 4368.
Das Objekt wurde am 30. Mai 1899 von DeLisle Stewart entdeckt.